# Дворец Ибрагим Халил-хана
Дворец Ибрагим Халил-хана или  Крепость Ибрагим Халил-хана  — дворец, расположенный в юго-восточной части города Шуша, недалеко от села Дашалты. В некоторых источниках дворец также называют «Дворцом Карабахского хана», что связано с тем, что дворец был ханской резиденцией во времена правления Ибрагим Халил-хана. Памятник архитектуры государственного значения, зарегистрированный в Азербайджане.

## История
Дворец Ибрагим Халил-хана был построен в 1751—1753 годах по приказу Панах Али-хана. Дворец пострадал после захвата Шуши армянами в мае 1992 года. В ходе Второй Карабахской войны 8 ноября 2020 года город Шуша перешёл под контроль ВС Азербайджана.
По сведениям Мирза Адыгёзал бека, в период правления Панахали хана в Шуше для членов ханской семьи был построены «просторные дома и высокие дворцы».
Историк Карабаха Мир Мехти Хазани писал, что Панахали хан воздвиг себе «дворец наподобие маленькой крепости со стенами и башнями», а рядом со своей резиденцией на холме построил «красивый дворец» сыну Ибрагим Халилу.

## Архитектурные особенности
В выпуске газеты «Кавказ» за 1857 год отмечалось: «Среди разнообразных домов и жилых построек города сразу бросаются в глаза замки, где живут члены ханской семьи: они неповторимы. Они окружены высокими стенами с круглыми башнями по углам».
Ориентируясь на недатированный генплан, можно сделать вывод, что почти все шушинские замки имели одинаковые архитектурные решения. Дворец Ибрагим Халил хана представлял собой квадратное здание и с четырех сторон был окружен крепостными стенами. Полукруглые башни были расположены по четырем углам стен замка. Слуги, которые обслуживали живущих во дворце людей, жили в жилых домах, примыкающих к башням, внутри дворца.
Главный вход с северной стороны замка защищен призматическим объемом. Вход в замок повторяет прием, примененный у Гянджинских ворот Шушинской крепости. Этот тип строительной техники усиливает защиту двери и сводит к нулю возможность прямого доступа к ней.
Обращает на себя внимание и конструктивное решение входной двери: дверной косяк из массивного камня (2,40 х 0,70 х 0,45 м) опирается на дверной проем из массивного камня высотой 2,10 метра. Над дверным косяком рельефная арка, сложенная из тесаных камней. Тимпан арки сложен из крупных необтесанных камней с идоловой кладкой. Такое решение входных дверей широко распространено в архитектуре города Шуша.